# Vicente Moreno
Vicente Moreno Peris (ur. 26 października 1974 w Massanassa) – hiszpański trener i piłkarz grający na pozycji defensywnego pomocnika.